# Condado de Blackford
El condado de Blackford (en inglés: Blackford County), fundado en 1838, es uno de 92 condados del estado estadounidense de Indiana. En el año 2008, el condado tenía una población de 14 048 habitantes y una densidad poblacional de 33 personas por km². La sede del condado es Hartford City. El condado recibe su nombre en honor a Isaac Blackford. 

## Geografía
Según la Oficina del Censo, el condado tiene un área total de 427 km², de la cual 427 km² es tierra y 0 km² (0.00%) es agua.

### Condados adyacentes
- Condado de Wells (norte)
- Condado de Jay (este)
- Condado de Delaware (sur)
- Condado de Tippecanoe (sureste)
- Condado de Grant (oeste)

## Demografía
Según la Oficina del Censo en 2000, los ingresos medios por hogar en el condado eran de $34 760, y los ingresos medios por familia eran $41 758. Los hombres tenían unos ingresos medios de $30 172 frente a los $21 386 para las mujeres. La renta per cápita para el condado era de $16 543. Alrededor del 8.70% de la población estaban por debajo del umbral de pobreza.

## Transporte

### Autopistas principales
- Carretera Estatal de Indiana 3
- Carretera Estatal de Indiana 18
- Carretera Estatal de Indiana 22
- Carretera Estatal de Indiana 26

### Ferrocarriles
- Norfolk Southern Railway

## Municipalidades

### Ciudades y pueblos
- Dunkirk
- Hartford City (the county seat)
- Montpelier
- Shamrock Lakes

### Áreas no incorporadas
- Converse
- Matamoras
- Millgrove
- Roll
- Trenton

Extintos
- Dundee (Condado de Blackford)
- Renner

### Municipios
El condado de Blackford está dividido en 4 municipios:
- Harrison
- Jackson
- Licking
- Washington